# Jacques Bonnet (critique littéraire)
Pour les articles homonymes, voir Jacques Bonnet et Bonnet.
 (septembre 2017).
Si vous disposez d'ouvrages ou d'articles de référence ou si vous connaissez des sites web de qualité traitant du thème abordé ici, merci de compléter l'article en donnant les références utiles à sa vérifiabilité et en les liant à la section « Notes et références ».
Jacques Bonnet (né en 1949) est un écrivain français, traducteur et critique, qui a longtemps travaillé dans l’édition chez Albin Michel.

## Parcours
Jacques Bonnet est l’auteur de  nombreux articles sur des sujets littéraires ou artistiques et d'une dizaine d'ouvrages. Il a traduit une vingtaine de livres et a enseigné l’histoire de l’art.  À l’enseigne de l'amitié met le philosophe Giordano Bruno en scène. Des bibliothèques pleines de fantômes a été traduit dans une dizaine de langues.  Il a aussi dirigé plusieurs ouvrages collectifs.

## Ouvrages
- Lorenzo Lotto, Adam Biro, 1997 (monographie).
- À l’enseigne de l’amitié, Liana Lévi, 2003 (roman historique).
- De la coïncidence des opposés et autres variations sur les contraires, Le Cherche Midi, 2005.
- Femmes au bain. Du voyeurisme dans la peinture occidentale, Hazan, 2006.
- Des bibliothèques pleines de fantômes, Denoël, 2008 ; éd. poche Arléa, 2014 (traduit en dix langues).
- Quelques Historiettes ou Petit éloge de l’anecdote en littérature, Denoël, 2010.
- Comment regarder Degas, Hazan, 2012.
- Eugène Atget, un photographe si discret, Les Belles Lettres, 2014.
- A Mulher entre as duas idades ou Miseria do velho apaixonado (La Femme entre les deux âges ou Misère du vieillard amoureux), édition bilingue, Centro de Arte et da Cultura, Unicamp, Campinas, Brésil, 2017.
- Flaubert, sa nièce et la gouvernante anglaise, Slatkine, 2021.

## Direction d'ouvrages
Cahiers de l’Arc : Gustav Mahler (1976), Georges Duby (1978), Robert Musil (1978), Leonardo Sciascia (1979).
Cahiers Pour un Temps (Pandora-Centre Georges Pompidou) : Georges Dumézil (1981), Erwin Panofsky (1983), Jean Starobinski (1985), Henri Focillon (1986), Italo Svevo et Trieste (1987).

## Préfaces
- Honoré de Balzac, Théorie de la démarche et autres textes, Pandora, 1979, rééd. Albin Michel, 1990

## Traductions
- Philip Ball, Histoire vivante des couleurs : 4 000 Ans de peinture racontée par les pigments,  Hazan, 2005
- Jim Dwyer & Kevin Flynn, 102 Minutes : Le récit du combat sur la survie dans les Twin Towers le 11 septembre 2001, éd. Privé, 2005 ; J’ai Lu, 2006
- Mario Bussagli, Le corps : Anatomie et symboles, Hazan, 2006, réédité 2015
- Aleksandr Lavrentiev, Rodtchenko et le Groupe Octobre, Hazan, 2006
- Bart D. Ehrman, Les Christianismes disparus : La Bataille pour les Écritures, Le Bayard, 2007
- Lucia Impelluso, Jardins, potagers et labyrinthes, Hazan, 2007
- Gabriele Lucci, Le Film noir, Hazan, 2007
- Rosa Giorgi, L’Art au XVIIe siècle, Hazan, 2008
- Enzo Bianchi & Gilles Kepel, Au cœur du fondamentalisme, Bayard, 2009
- Daniela Tarabra, L’Art au XVIIe siècle, Hazan, 2009
- Pierre Restany, actes de colloque, INHA/Les éditions des cendres, 2009 (traduction de huit articles)
- Imma Laino, Comment regarder… la peinture : Contexte, genres, techniques, Fernand Hazan, 2010
- David Locatelli & Fulvia Rossi, Les Étrusques, Hazan, 2010
- Stefano Zuffi, Amour et érotisme, Hazan, 2010
- Luca Trevisan (sous la direction de), Chefs-d'œuvre de la marqueterie sous la Renaissance italienne, Hazan, 2011
- Fernando et Gioia Lanzi, Saint-Jacques de Compostelle, Hazan, 2011
- Massimo Favilla, Ruggero Rugolo, Venise au XVIIIe siècle, Hazan, 2011
- Jay Winter (sous la direction de), La Première Guerre mondiale, 3 vol., Fayard, 2013-2014 (traduction de 14 contributions)